# Jessie Reed
Jessie Reed fue una modelo y showgirl estadounidense de principios del siglo 20. Se hizo famosa por ser la showgirl mejor pagada del Ziegfeld Follies en la década de 1920. La mayoría de los testimonios sitúan su fecha de nacimiento el 3 de julio de 1897, aunque en algunos registros indica el año 1898.

## Primeros años
Las raíces exactas de Jessie Reed siguen sin estar claras. Incluso su nombre original es un misterio. En su primer certificado de matrimonio, en 1912, figura como Jessie May Richardson, pero un año después, en el certificado de nacimiento de su hija, aparece como Jessie M. Richards, lo que, basándonos en su certificado de defunción, en el que el nombre de su padre es Jessie Richard, sugiere que lo más probable es que Richards fuera su nombre correcto. Según fuentes contemporáneas, Jessie Reed nació en Texas, en Houston o cerca de esta ciudad. Sin embargo, en su certificado de defunción figura como lugar de nacimiento San Antonio. Mientras que en el censo de 1940 figura como nacida en Alabama.

## Carrera teatral
Reed llamó la atención por primera vez en el mundo del espectáculo cuando apareció en la producción de Shubert "The Passing Show of 1917" en Nueva York y más tarde en "The Passing Show of 1918". Fue corista en el Winter Garden en el musical de Sigmund Romberg "Sinbad," protagonizado por Al Jolson. Florenz Ziegfeld la contrató después para su "Midnight Frolic" en el jardín de la azotea del New Amsterdam Theatre. Allí actuaron W.C. Fields y Fanny Brice, así como Will Rogers y Eddie Cantor. En el verano de 1919, Jessie Reed apareció en las Ziegfeld Follies, actuando junto a Bert Williams, y fue elegida para el papel de "Barcarolle" en el número emblemático de la producción "A Pretty Girl is Like a Melody". Reed se convirtió en la modelo favorita de los fotógrafos Alfred Cheney Johnson y Edward Thayer Monroe. Además de posar para anuncios, apareció en la revista Vogue. Reed actuó como bailarina en la película "Enemies of Women" en 1923. Continuó como Chica Ziegfeld durante varios años, hasta mediados de la década de 1920.

## Vida personal
Jessie Reed fue famosa en vida por sus múltiples matrimonios, principalmente con hombres adinerados. Su primer matrimonio, sin embargo, fue con un artista de vodevil tejano llamado Ollie Debrow (nacido Oliver Durburrow.) Debrow escribió la canción "Yodlin' Blues". La pareja se casó el 11 de marzo de 1912 en Houston. Tuvieron una hija al año siguiente, el 29 de noviembre de 1913.
El escándalo estalló en 1916, cuando Debrow disparó y mató a un joven chófer llamado Leslie Nash a la salida del Star Theatre de San Antonio, donde actuaba Reed. Debrow alegó que Nash tenía una aventura con su mujer. Tras un juicio muy publicitado y un jurado en desacuerdo en junio de 1917, Debrow, hábilmente defendido por el abogado Carlos Bee, fue absuelto en un nuevo juicio un mes después. Reed se divorció de Debrow en octubre de 1917, dejando a su hijo con él.
Reed se trasladó a Nueva York a principios de ese año con su amiga Nora Reed (de soltera Flippen), que más tarde se convertiría en actriz de cine. Quizás adoptando el apellido de Nora como nombre artístico (se hacían pasar por hermanas), Jessie era conocida profesional y personalmente como Jessie Reed.

## Identificación errónea
En artículos y libros anteriores se afirmaba erróneamente que Jessie adquirió el apellido Reed al casarse con Lew Reed, un conocido músico de vodevil. Lew Reed (nacido Louis Herzberg) se casó con una cantante de blues llamada Jessie Hyman en 1915 en Nueva York. Ella utilizaba su nombre de casada, Jessie Reed, en su actuación. La gente ha confundido a menudo a las dos, quizá porque ambas mujeres habían estado casadas con artistas de vodevil.

## The "Gold Digger"
El segundo matrimonio de Jessie Reed con "Dashing Dan" Caswell fue pasto de la prensa sensacionalista. Daniel Caswell era hijo de un rico promotor inmobiliario de Ohio. Ella lo conoció cuando viajaba a Boston en tren con su compañía de Follies. Reed y Caswell se casaron precipitadamente el 12 de noviembre de 1920 en Pawtucket, Rhode Island. La unión, repleta de acusaciones de crueldad y embriaguez, no duró mucho. Se divorciaron en enero de 1922. Reed regresó a los Follies. Caswell no tardó en casarse con June Castleton, otra famosa Ziegfeld Girl.
En febrero de 1924 circularon rumores de que Reed estaba prometida al millonario Russell Griswold Colt (cuya familia fundó la empresa de revólveres Colt y que había estado casado anteriormente con Ethel Barrymore). Colt lo negó. Poco después, Reed se fugó con William Tandy Young, Jr, un exitoso ejecutivo publicitario afincado en Indiana. Reed se instaló en una vida cómoda en los suburbios, pero el matrimonio no duró. Se divorciaron en 1927.
En 1928, Jessie Reed se casó con Leonard Minor Reno, un ejecutivo editorial que había sido un as del vuelo en la Primera Guerra Mundial. Se instalaron en Chicago, pero se divorciaron en 1935.

## Muerte
De nuevo por su cuenta, Jessie Reed trabajó como azafata en varios clubes nocturnos de Chicago. En 1940, los periódicos informaron de que estaba enferma y arruinada y no podía pagar la factura del hotel. Solicitó ayuda. El dinero fue recaudado por el Club Ziegfeld, una organización benéfica creada por Billie Burke para ex artistas de los Follies. Aquejada de neumonía, Reed murió en el Hospital Osteopático de Chicago el 18 de septiembre de 1940. Fue enterrada en el Mt. Olivet Cemetery. La necrológica de Jessie Reed se publicó ampliamente en el New York Times, el Washington Post y Variety.